# Hemani Paea
Pas d'image ? Cliquez ici

a Compétitions nationales et continentales officielles uniquement.

b Matchs officiels uniquement.
Dernière mise à jour le 6 février 2019.
Hemani Paea, né le 30 juillet 1985, est un joueur de rugby à XV tongien. Il joue en équipe de Tonga et évolue au poste de centre au sein de l'effectif du CS Villefranche Rugby.

## Biographie
Il connaît sa première cape internationale le 10 février 2007 à l’occasion d’un match contre l'équipe de Corée du Sud.
Hemani Paea compte une cinquantaine de matchs en Top 14 sous les couleurs du Lyon olympique universitaire rugby et d'Oyonnax, auxquels s'ajoutent 76 matchs de Pro D2.
Le LOU Rugby, champion de France PRO D2, était à l'honneur lors de cette 13e Nuit du Rugby organisée le 10 octobre 2016. Il s'agit de la remise annuelle des prix du rugby professionnel. Hemani Paea a reçu le trophée du "Meilleur Joueur de PRO D2" de la saison 2015/2016.
En 2021, Hemani rejoint le club de Sarlat Rugby en Championnat de France de rugby à XV de 2e division fédérale.

## Statistiques en équipe nationale
- 4 sélections avec les Tonga entre 2007 et 2014.
- 5 points (1 essai)
- sélections par année : 1 en 2007 et 3 en 2014

## Palmarès
- Champion de France de Pro D2 2016

### Distinction personnelle
- Nuit du rugby 2016 : Meilleur joueur de la Pro D2 pour la saison 2015-2016